# Solco Walle Tromp

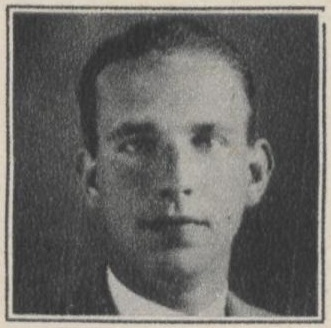
Solco Walle Tromp

Solco Walle Tromp (* 9. März 1909 in Batavia, Niederländisch-Indien; † 17. März 1983) war ein niederländischer Geologe und Biometeorologe.
Tromp war von 1947 bis 1950 Professor für Geologie an der Fuad University in Kairo. Er war Mitbegründer der International Society of Biometeorology und veröffentlichte wegweisende Schriften zur Biometeorologie.